# Chiesa di Santa Caterina (Roveré della Luna)
La chiesa di Santa Caterina è la parrocchiale di Roveré della Luna, in Trentino. Rientra nella zona pastorale di Mezzolombardo dell'arcidiocesi di Trento e risale al XV secolo.

## Storia

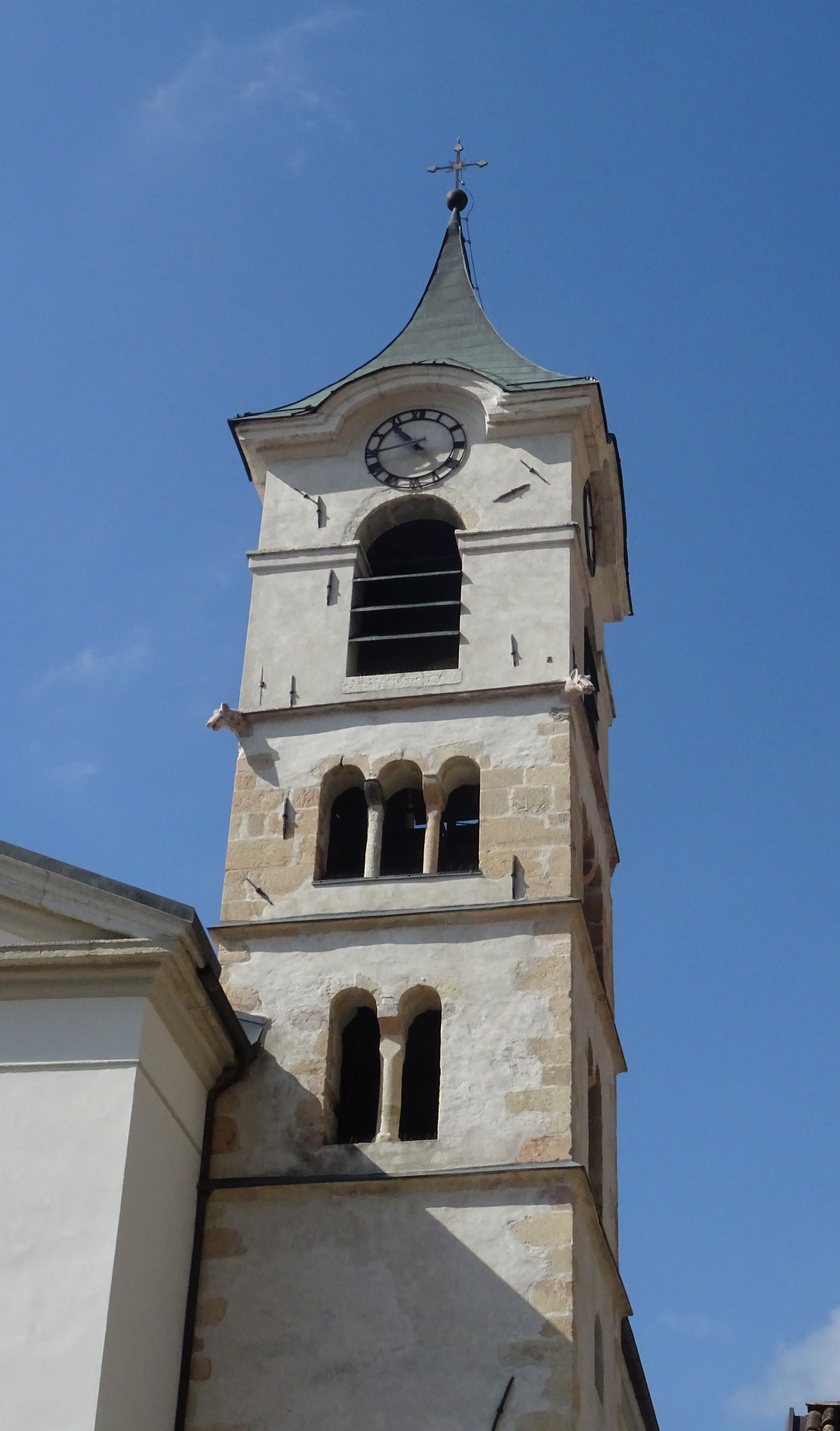
Campanile

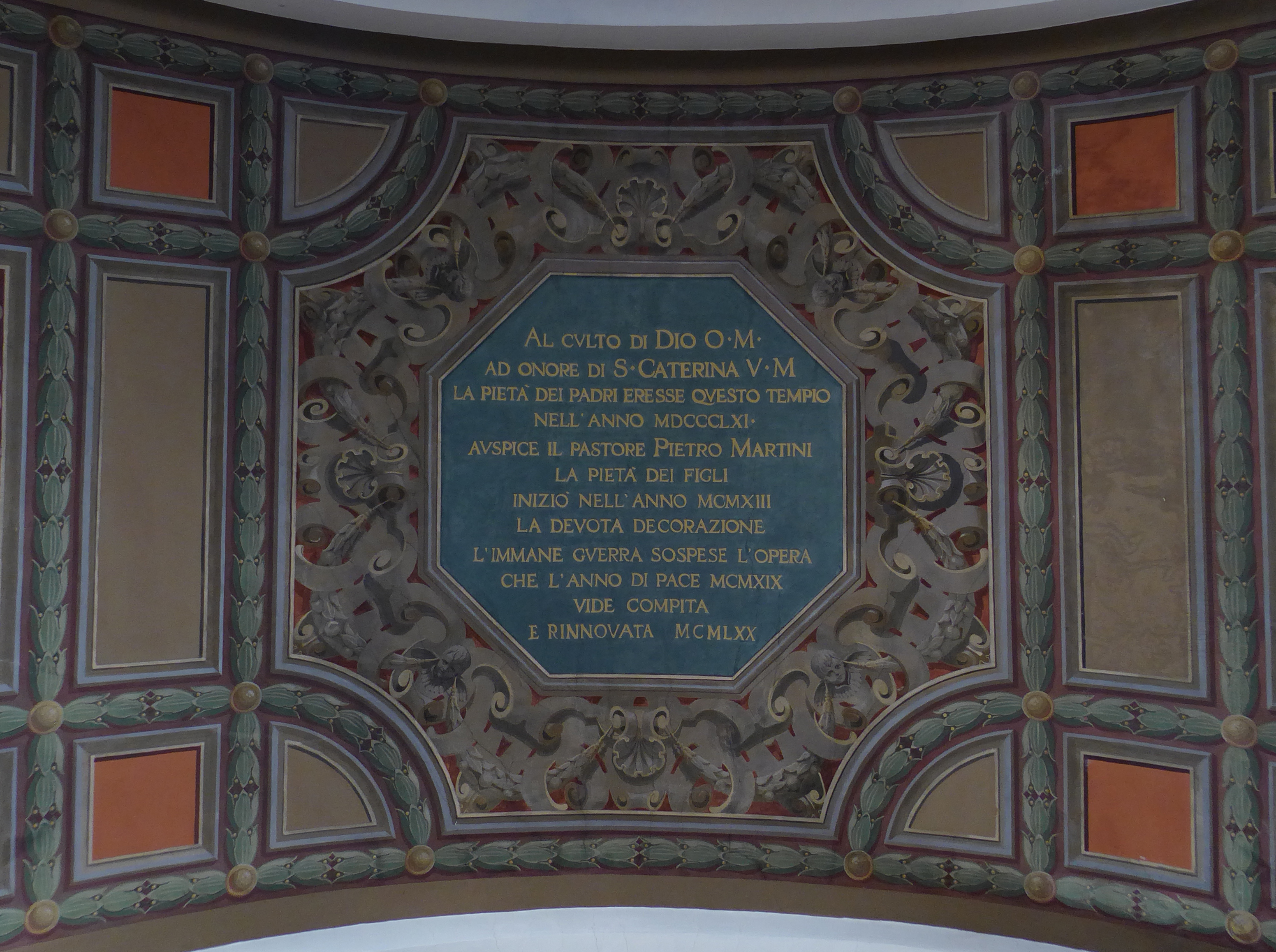
Affresco sulla volta della sala con dedicazione del 1970.

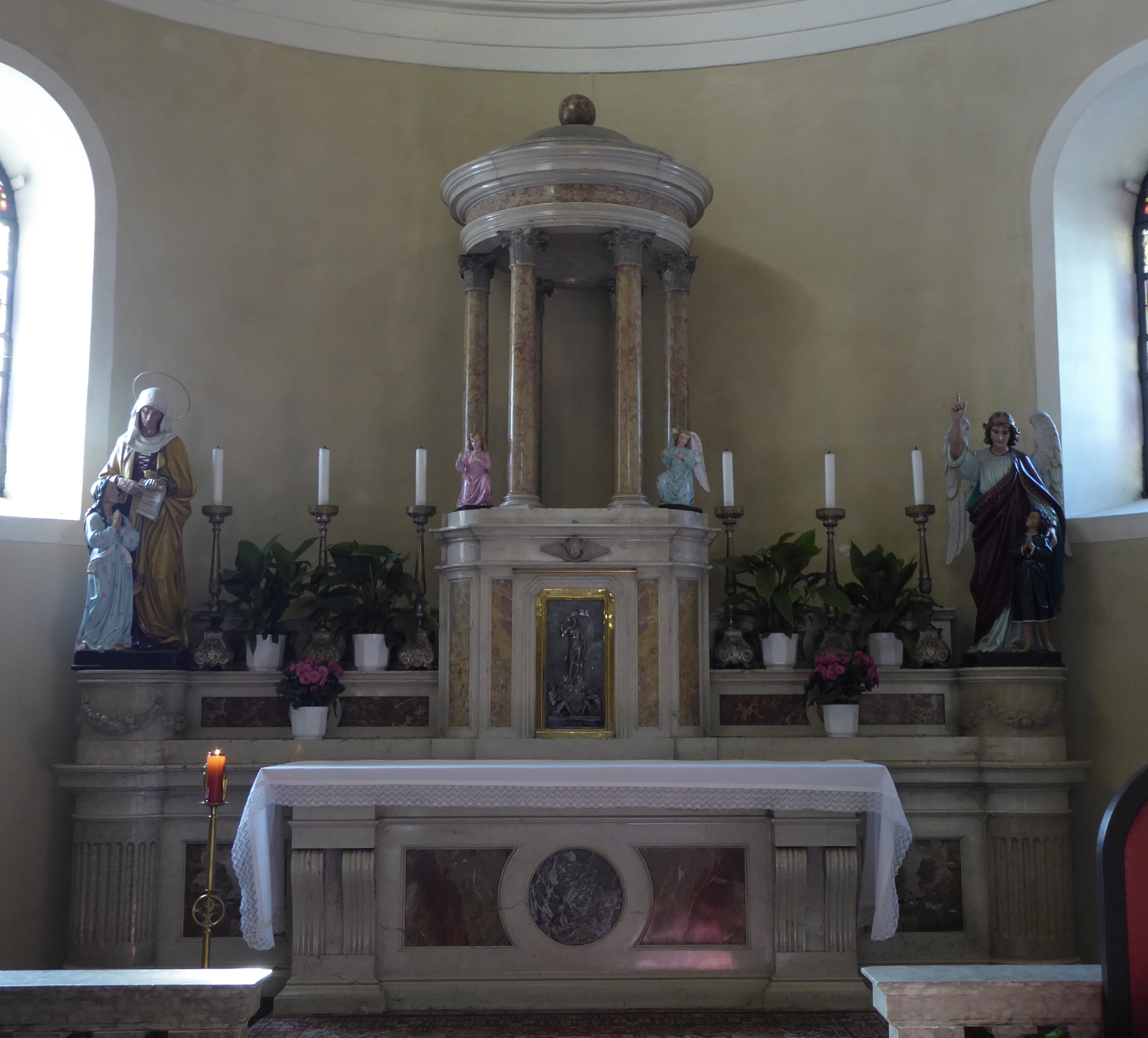
Altare maggiore storico, che non è stato modificato con l'adeguamento liturgico del 1970.

Ancora nel 1478 a Roveré della Luna non esisteva un luogo di culto adatto alle funzioni religiose ma nel 1500 il principe vescovo di Trento Giovanni Hinderbach in un suo atto permetteva la costruzione di un cimitero presso una chiesa in qualche modo legata ad una abitazione signorile e in tale documento veniva citata la cappella presso la quale veniva concesso di celebrarvi la messa e di amministrare i sacramenti, quindi un luogo di culto vi era stata costruito poco tempo prima.

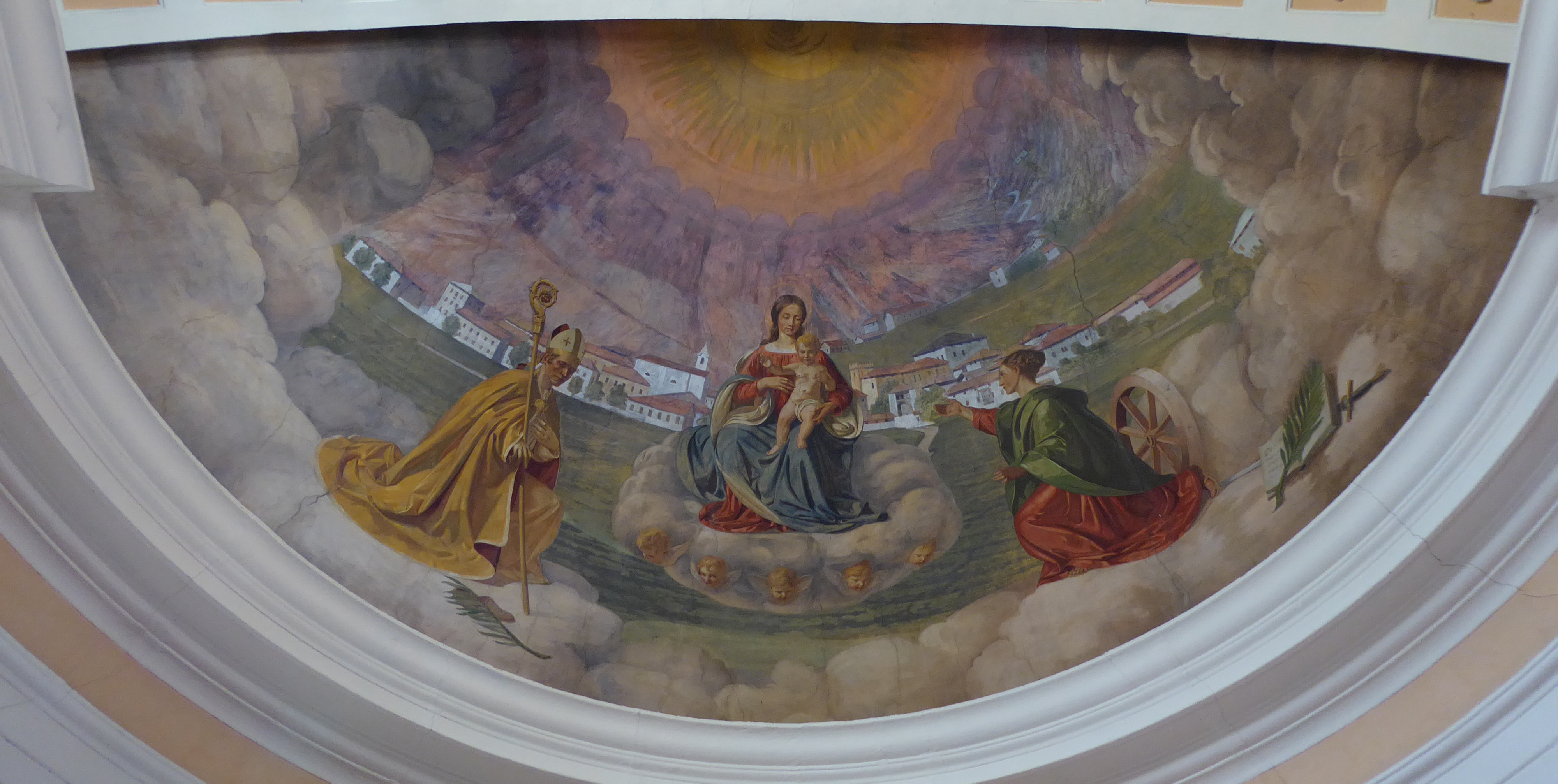
Affresco nel catino absidale.

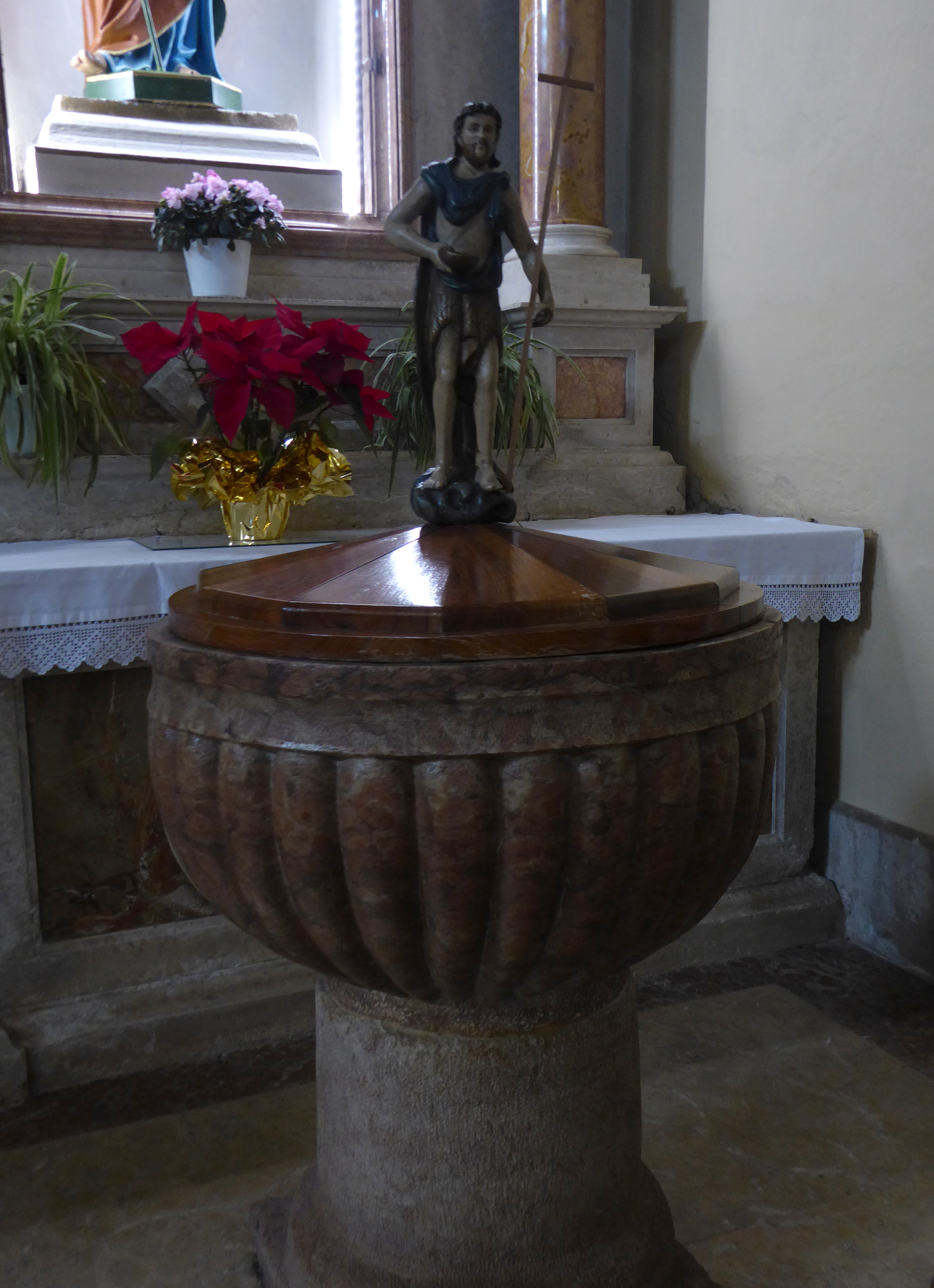
Fonte battesimale.

Dai primi atti relativi a tale piccola struttura non è chiara la sua dedicazione, anche se viene citata spesso Sant'Anna. Nel 1538 la piccola chiesa di Roveré veniva comunque descritta come intitolata a Santa Caterina.
Il nome della cappella di Sant'Anna prima citata venne poi legato al camposanto e probabilmente venne costruita assieme a questo, all'inizio del XVI secolo. Dalla visita pastorale del 1538 di Bernardo Clesio si possono avere le prime citazioni del luogo sacro, che ancora non aveva un suo sacerdote stabile. Intanto la piccola costruzione veniva ampliata e nel 1609 venne elevata a dignità curaziale.
Nel XVIII secolo un incendio provocò vari danni, distruggendo l'archivio parrocchiale, e nella seconda parte del secolo il campanile venne sopraelevato. In quel momento la chiesa risultava avere un altare maggiore e due altari laterali. Attorno alla metà del XIX secolo la chiesetta venne demolita e ricostruita con orientamento opposto e nel 1862 venne benedetta. La consacrazione con funzione solenne fu officiata dal vescovo Giovanni Giacomo della Bona. Nel 1915 venne elevata a dignità di chiesa parrocchiale e subito dopo si iniziò un lavoro di decorazione e tinteggiatura.
Dopo il Concilio Vaticano II, nel 1970, venne realizzato l'adeguamento liturgico e questo ha comportato modifiche nel presbiterio e nella sala.  Sono stati rimossi il pulpito del XIX secolo e le balaustre. L'altare maggiore storico è stato conservato per la custidia eucaristica e il nuovo altare postconciliare, in pietra calcarea, è stato posto anteriormente. Il fonte battesimale è stato spostato accanto all'altare laterale a destra.
A partire dalla fine del secolo e sino al 2015 un nuovo ciclo di restauri ha interessato il campanile, gli intonaci e le decorazioni interne, oltre alla messa a norma degli impianti e al rifacimento della copertura.

## Descrizione

### Esterni
La chiesa si trova al centro dell'abitato di Roverè della Luna e mostra orientamento verso sud. La facciata è in stile neoclassico con grande frontone superiore ed è caratterizzata dall'arco rientrante e sorretto da due colonne doriche che contiene il portale di accesso architravato con piccolo frontone superiore sovrastato in asse dalla finestra a lunetta che porta luce alla sala. La torre campanaria, parte più antica della struttura, si trova alla destra dell'edificio in posizione leggermente arretrata. Le celle campanarie sono tre sovrapposte; quella inferiore si apre con finestre a bifora, quella mediana con finestre a trifora e quella superiore con monofore. La copertura apicale è elegante e a forma di piramide assottigliata.

### Interni
La navata interna è unica suddivisa in tre campate. Il presbiterio è leggermente rialzato e privo di balaustre.